# 古城隆利
古城 隆利（こじょう たかとし、1969年6月3日 - ）は、大分県日田市出身の元アマチュア野球選手（外野手）、野球指導者。

## 来歴・人物
日田高校卒業後に日本体育大学に進学して硬式野球部に所属した。日体大には一般入試で入学し、1学年に約100人もいた部員の中からレギュラーの地位を勝ち取った。3年秋には明治神宮大会に出場。
大学卒業後は、社会人野球のいすゞ自動車でプレーした。
その後はいすゞ自動車と日本体育大学でコーチを務め、2009年からは日本体育大学の監督に就任し、2017年の明治神宮野球大会ではチームを37年ぶり2度目の優勝に導いた。大学日本代表のコーチも歴任した。同大学のスポーツマネジメント学部の助教授も務めている。